# Shut Up (chanson des Black Eyed Peas)
Pour les articles homonymes, voir Shut Up.
Singles de The Black Eyed Peas
Where Is the Love?
(2003) Hey Mama
(2004)
Shut Up est une chanson du groupe américain The Black Eyed Peas extraite de leur troisième album studio Elephunk. Le titre est sorti en tant que second single de l'album le 7 septembre 2003.
La chanson a été écrite par William Adams, Jaime Gomez, George Pajon Jr., J. Curtis et produite par will.i.am. La chanson contient un sample non-crédité de la chanson Tough de Kurtis Blow.

## Classement hebdomadaire
| Classement (2004)                       | Meilleure position |
| --------------------------------------- | ------------------ |
| Allemagne (Media Control AG)            | 1                  |
| Australie (ARIA)                        | 1                  |
| Autriche (Ö3 Austria Top 40)            | 1                  |
| Belgique (Flandre Ultratop 50 Singles)  | 1                  |
| Belgique (Wallonie Ultratop 50 Singles) | 1                  |
| Danemark (Tracklisten)                  | 2                  |
| Europe (Hot 100)                        | 1                  |
| Finlande (Suomen virallinen lista)      | 12                 |
| France (SNEP)                           | 1                  |
| Hongrie (Single Top 40)                 | 5                  |
| Hongrie (Dance Top 40)                  | 1                  |
| Irlande (IRMA)                          | 1                  |
| Italie (FIMI)                           | 1                  |
| Pays-Bas (Nederlandse Top 40)           | 2                  |
| Nouvelle-Zélande (RMNZ)                 | 1                  |
| Norvège (VG-lista)                      | 1                  |
| Roumanie (Romanian Top 100)             | 1                  |
| Royaume-Uni (UK Singles Chart)          | 2                  |
| Royaume-Uni (UK R&B Chart)              | 1                  |
| Suède (Sverigetopplistan)               | 1                  |
| Suisse (Schweizer Hitparade)            | 1                  |